# Armreliquiar

Apostelarmreliquiar, 51 × 14 × 9,2 cm, 1180, Vergoldetes Silberblech, Cleveland Museum of Art

Armreliquiare (lateinisch brachium) sind Gefäße oder Fassungen für Reliquien und gelten als Unterform der Körperteil-Reliquiare. Ihren Namen erhalten die Armreliquiare durch ihr prägnantes Äußeres: Sie haben die Form eines Armes mit Hand, sind oftmals reich geschmückt und in Gewänder gehüllt dargestellt. Die Blütezeit der Armreliquiare liegt im 14. bis 16. Jahrhundert. Sie waren heilige Objekte der mittelalterlichen Kirchen und wurden vorwiegend als Teil der Liturgie angewandt.
Armreliquiare gelten heute als häufigste Körperteil-Darstellung unter den Reliquiaren und sind daher nicht nur von enormer Bedeutung für die Geschichte kirchlicher Bräuche und Riten, sondern werden auch immer wieder in kunstgeschichtlicher Hinsicht untersucht.

## Geschichte

### Nachweise und Verbreitung
Ab dem 11. Jahrhundert sind Armreliquiare nachweisbar. In den Primärquellen werden die Armreliquiare sowohl als manum als auch als brachium bezeichnet, wobei manum sowohl Arm als auch Hand bedeuten kann. Das macht es an manchen Stellen schwer, die mittelalterlichen Quellen auszuwerten. Im Laufe der Zeit setzte sich jedoch die Bezeichnung brachium durch.
Während Armreliquien schon seit ca. dem fünften Jahrhundert nachweisbar sind, stammt das älteste noch erhaltene Armreliquiar aus dem 11. Jahrhundert. Es ist der Blasiusarm aus Braunschweig, der vermutlich um 1040–1050 gefertigt wurde. Er ist eines von fünf Armreliquiaren, die aus der zweiten Hälfte des 11. Jahrhunderts überliefert sind und sich nun im niedersächsisch-westfälischen und rheinischen Raum finden.
Ein Großteil der aus dem 12. Jahrhundert erhaltenen Armreliquiare ist vermutlich auf Heinrich den Löwen zurückzuführen. Der Herzog stiftete mit Vorliebe Armreliquiare. Weit verbreitet waren jene zu dieser Zeit jedoch noch nicht. Erst im 13. Jahrhundert scheinen sich Armreliquiare zu etablieren: Anfangs finden sich die armförmigen Behälter vorwiegend im nördlich-mitteldeutschen Raum; im Laufe des 13. Jahrhunderts sind sie immer mehr auch im süddeutschen Raum nachweisbar. Auch aus anderen europäischen Ländern, darunter Tschechien, Frankreich, Belgien, Italien und die Schweiz, ist die Verbreitung von Armreliquiaren überliefert.
Ihren Höhepunkt der Verbreitung fanden die Armreliquiare jedoch erst in den folgenden Jahrhunderten. In vielen Kirchen wurden sie zum festen Repertoire und das Aufkommen der Körperteil-Reliquiare war höher denn je. Dementsprechend stammen auch die meisten noch erhaltenen Stücke aus dieser Zeit. Das Ende fand die Produktion der Armreliquiare um das 18. Jahrhundert. Ab dieser Zeit sind nur noch vereinzelt Werke nachzuweisen.
Wie viele andere Reliquiare fielen im Laufe der Jahrhunderte auch einige Armreliquiare dem Bildersturm zum Opfer. Als skulpturale Darstellung von Heiligen, wenn auch nur von einzelnen Körperteilen, wurden sie beispielsweise mit Kreuzen und anderem Bilderschmuck eingeschmolzen oder ganz zerstört. Teilweise wurden auch die Reliquien aus ihren Reliquiaren gestohlen, da man den Reliquienkult im Ganzen kritisierte. Nicht zuletzt infolge des Bildersturmes ist heute die ursprüngliche Anzahl an Objekten deutlich kleiner und viele Armreliquiare sind verschollen.

### Theorien zur Entstehungs- und Gestaltungsgeschichte
Die ersten Reliquiare waren eher unauffällige Aufbewahrungsmöglichkeiten für Reliquien. Mit der Zeit entwickelten sich immer vielfältigere Formen und Ausarbeitungen der Reliquienbehälter, die ihren Höhepunkt in den Körperteil-Reliquiaren fanden. Körperteil-Reliquiare an sich sind schon seit dem 9. Jahrhundert sicher belegt. Sie zeigen eine deutliche Hinwendung zur skulpturalen Darstellung und der künstlerischen Ausarbeitung von liturgischen Objekten. Es existieren zahlreiche Theorien und Vermutungen, weshalb sich die Reliquiare äußerlich derart entwickelt haben.
Sowohl Stephen Beissel als auch später Bruno Reudenbach nennen hier einen Beschluss des Vierten Laterankonzils. Er besagte, dass Reliquien nicht mehr aus ihrem Reliquiar entnommen werden durften. Die Autoren benennen hier die außerordentliche Ausschmückung der Reliquien als eine Reaktion auf diese Vorgabe: Die Heiligkeit der Reliquie musste nun auch nach außen hin sichtbar gemacht werden. Im Sinne der „Redenden Reliquiare“ (siehe Abschnitt „Kunstgeschichtliche Einordnung“) geben die Reliquiare das Antlitz ihres Inhalts an den Betrachter weiter. So entstanden nun auch die Armreliquiare, die mit der Zeit immer mehr geschmückt und wirklichkeitsgetreu gefertigt werden. Einen anderen Schwerpunkt in der Erklärung setzt Cynthia Hahn. Sie konzentriert sich auf den Aspekt, dass spezifisch Armreliquiare den Zweck haben sollten, liturgische Gesten nachzustellen, und sieht darin auch den Grund für die skulpturale Umsetzung (siehe Abschnitt „Verwendung“). In einem anderen Werk zieht sie jedoch auch biblische Vergleiche von Heiligen mit Körperteilen zur Klärung der Frage heran. Die Apostel werden hier mehrfach mit dem Fuß Gottes verglichen, was auf die seltenen Fußreliquiare schließen lässt und auch Anlass für die Darstellung eines Armes als weiterer Körperteil geben würde.

## Aufbau

### Armtypen

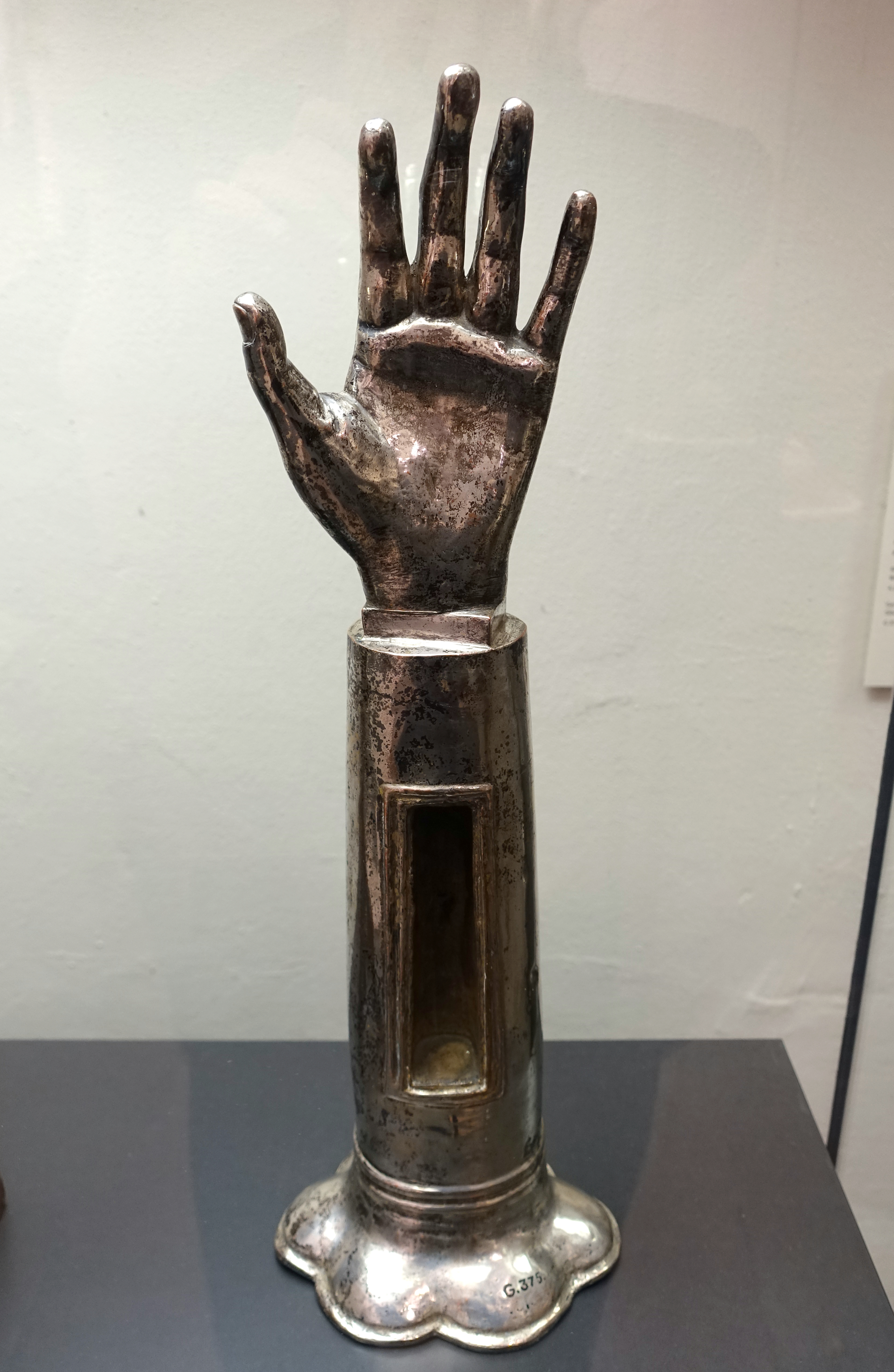
Armreliquiar eines unbekannten Heiligen, 15. Jahrhundert, Silber, Museum Schnütgen, Köln

Der grobe Aufbau ist bei den meisten Armreliquiaren übereinstimmend: Auf einem Sockel stehend ist der Arm im Gewand mit Hand dargestellt. Es sind rechte und linke Arme sowie Armpaare dokumentiert. Rechte Arme sind die häufigsten Exemplare. Dies ist mit der traditionellen Bedeutung von Rechts und Links zu verknüpfen. „In der Antike wird Rechts mit allem identifiziert, was groß, stark, ehrenvoll, gut und göttlich ist, während Links synonym für alles Geringe, Schwache, Niedrige, Böse und Dämonische gebraucht wird“. Junghans stellt in diesem Zusammenhang die These auf, linke Arme seien meist zur Darstellung weiblicher Heiliger genutzt worden. Eines der wenigen Beispiele für einen linken Arm eines männlichen Heiligen ist das Armreliquiar eines heiligen Unbekannten aus Köln.

### Sockel

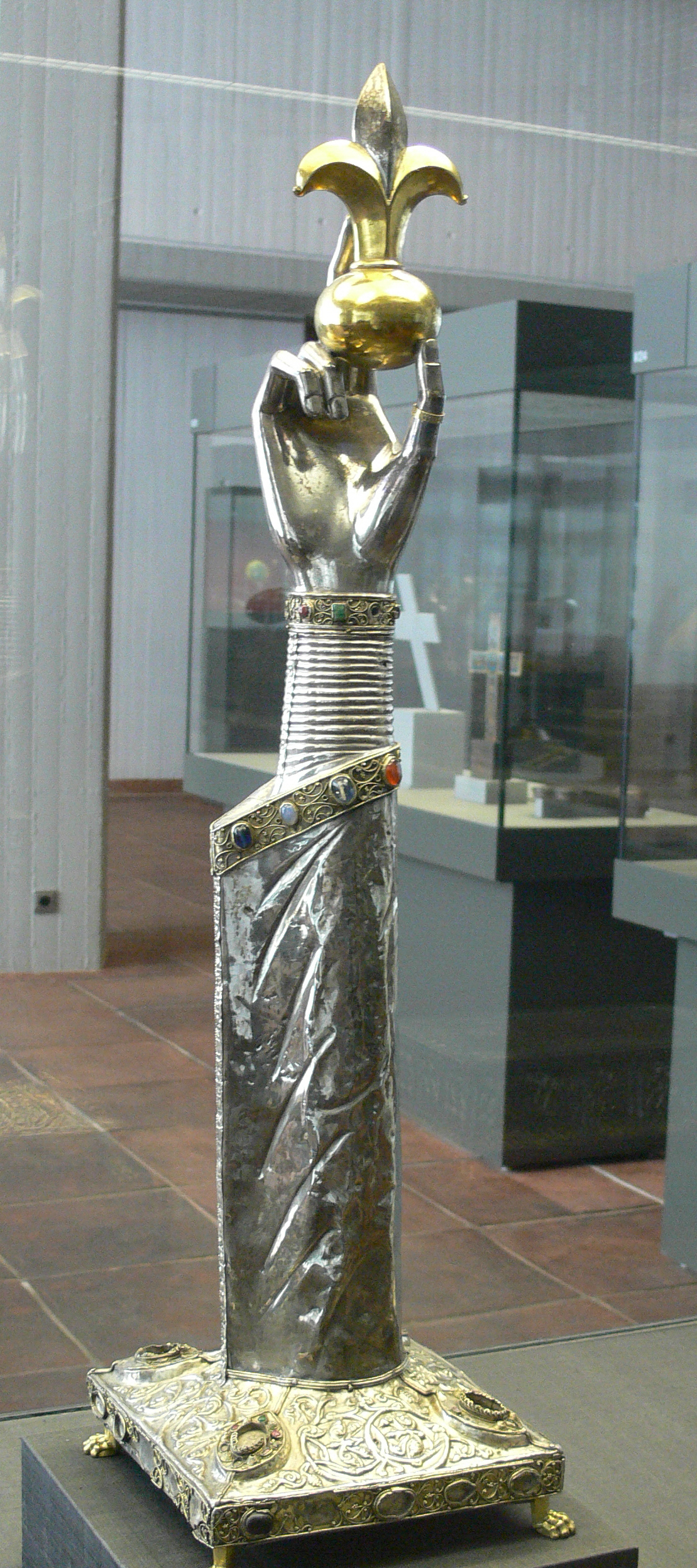
Armreliquiar des hl. Sigismund, 13. Jahrhundert, Holz, Silberblech, Filigran, Edelsteine und Gläser, Kunstgewerbemuseum Berlin

Oftmals bildet ein Sockel das Fundament des Armreliquiars. Er wird meist einzeln bearbeitet und anschließend mit dem Arm mit Hilfe von Dübeln oder Stiften verbunden. Ein solcher Sockel kann verschiedenste Formen haben, schlicht oder reich verziert sein. Eines der ausgefallensten Beispiele ist der Sockel des Armreliquiars des hl. Sigismund. Neben seinem Steinbesatz und den Filigranornamenten bildet der Sockel hier auch ein Gegengewicht zum auffällig langen Unterarm.

### Arm und Gewand
Der Arm selbst ist in ein bis drei Gewänder gehüllt, wobei zwei Gewänder die am häufigsten vorliegende Darstellung sind. Das Gewand ist hier im Sinne eines durch Schmiedearbeit angedeuteten Ärmels zu verstehen, nicht aber als tatsächliches Kleidungsstück aus Stoff. Charakteristisch für Armreliquiare aus dem 11. und 12. Jahrhundert ist eine relativ zylindrische Grundform des Armes mit geringem oder fehlendem Faltenwurf. Hier lässt sich wieder der Blasiusarm aus Braunschweig als Beispiel nennen. Später findet man eher eine gestufte Form vor, bei der ein nach schräg-unten fallendes Gewand den Blick auf die darunter liegenden Schichten freigibt. Die Gewänder werden meist von aufwendig verzierten Bordüren geschmückt.
Der Unterarm ist ausgehöhlt und wird mit der Reliquie gefüllt. Er ist oft um eine Öffnungsklappe am Reliquienboden ergänzt. Die Krönung bildet die Hand, die in verschiedenen Posen vorzufinden ist.

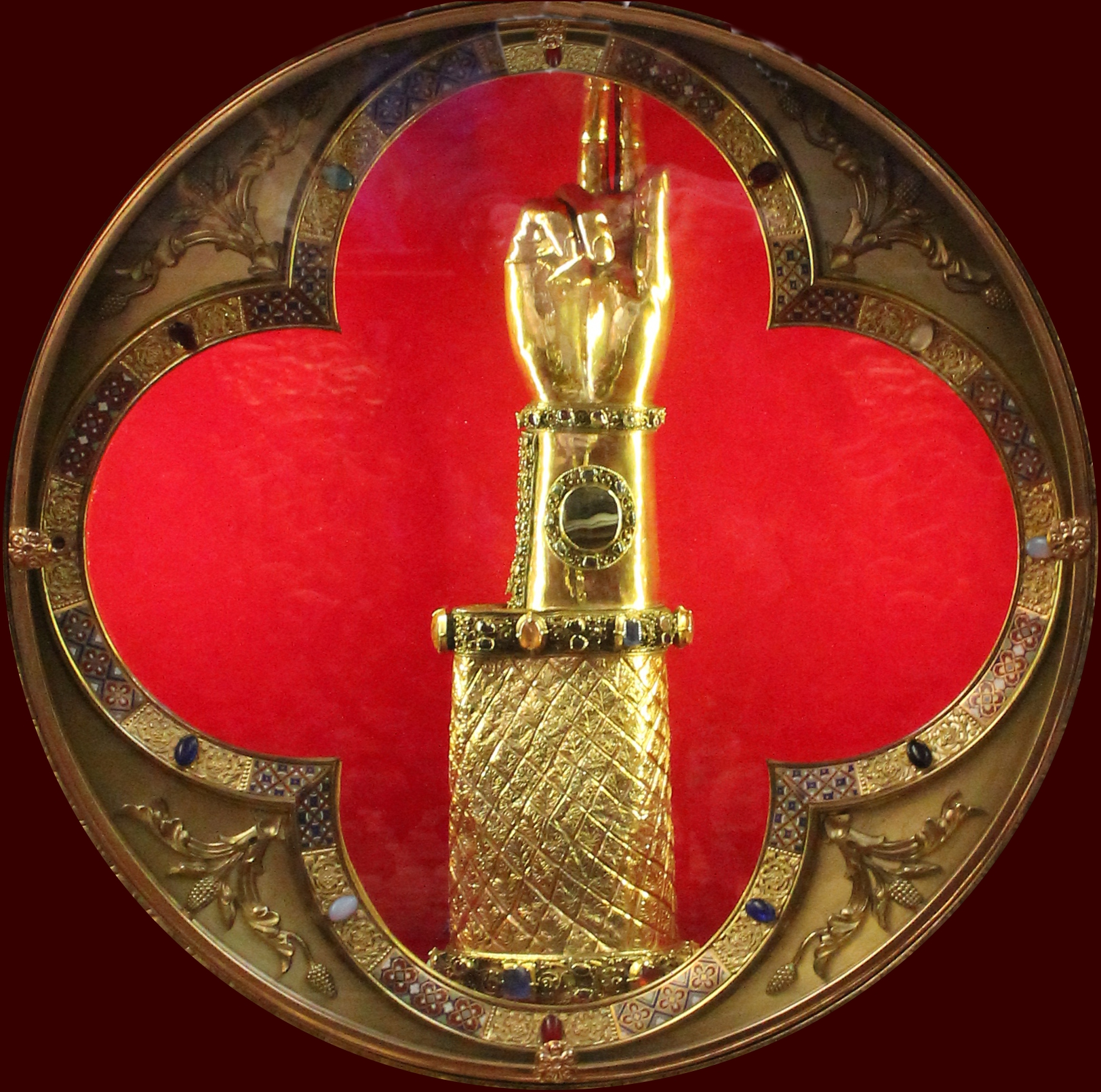
Armreliquiar der hl. Elisabeth, Mitte 13. Jahrhundert, vergoldetes Silber, Edelsteine, Filigran, Kath. Pfarrkirche Bendorf-Sayn

### Hand
Die Hand nimmt am Armreliquiar eine besondere Rolle ein. Sie ist neben den offensichtlichen Darstellungen von Gesichtern an Kopf-Reliquiaren ein außerordentlich kommunikatives Körperteil-Reliquiar. Hände und Gesten können Botschaften übermitteln.
Tatsächlich sind zahlreiche Armreliquiare mit Bischofsringen und Handschuhen gekennzeichnet und spielen offenbar auf den Arm eines Bischofs an. Ab der zweiten Hälfte des 13. Jahrhunderts werden den Händen auch immer mehr Gegenstände beigefügt. Hierzu lässt sich erneut der Arm des heiligen Sigismund heranziehen. Neben seinem Ring am Daumen hält er eine abgeflachte Kugel mit aufgesetzter Lilie, ein Lilienzepter, in Daumen, Zeige- und Mittelfinger.
Die zwei häufigsten Gesten, die durch Armreliquiare wiedergegeben werden, sind die geöffnete Hand und die Segnungsgeste. Bei der Segnungsgeste sind der Zeige- und der Mittelfinger zusammen nach oben gestreckt, während die anderen Finger geschlossen bleiben. Eines der bekanntesten Beispiele hierfür ist das Armreliquiar der hl. Elisabeth. Die Gestik ist bis heute charakteristisch für das Kreuzzeichen in der römisch-katholischen Kirche und lässt sich mit großer Wahrscheinlichkeit darauf zurückführen. Es gilt als eines der wichtigsten Symbole und Heilsgesten und wurde am prominentesten bei der Segnung durchgeführt.

## Materialien

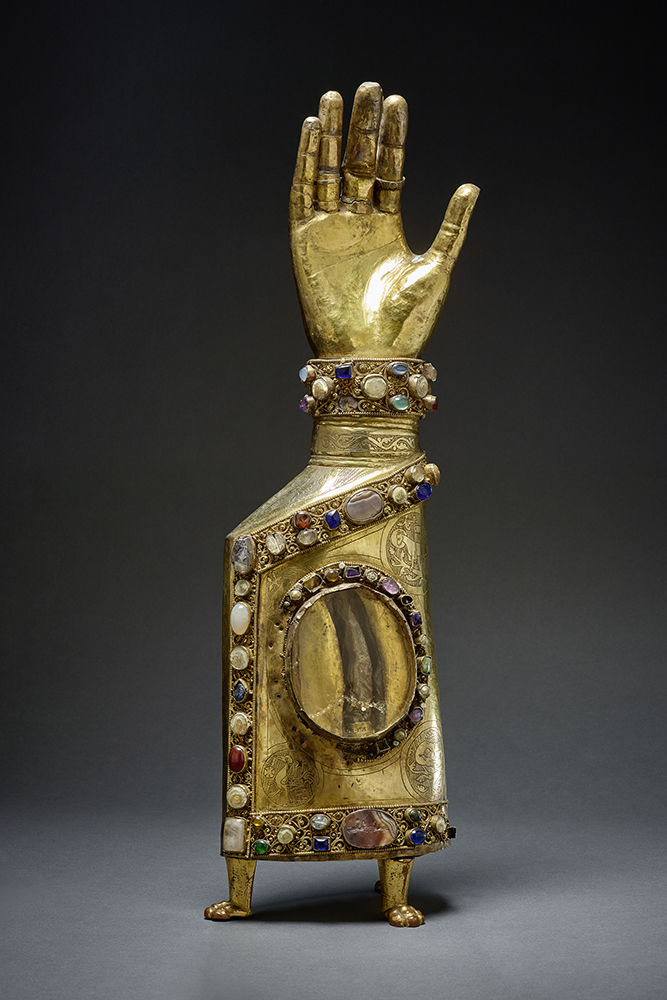
Armreliquiar des hl. Nikolaus, 13. Jahrhundert, Speckstein, Silber, Kupfer, vergoldetes Silber, Domschatz Halberstadt

Die materielle Zusammenstellung ist in ihren Grundzügen oftmals gleich. Die Mehrzahl der Armreliquiare hat einen Holzkern. Es folgen die vier gängigsten Materialzusammenstellungen:
1. Arm und Hand aus Holzkern, mit Metallblech verkleidet
2. Arm aus Holzkern, Hand aus Metall
3. Ganz aus Metall
4. Ganz aus Holz

Armreliquiare sind also viel mehr durch vielseitige Handwerksarbeit hergestellt als innerhalb einer einzigen Werkstatt produziert. Der Goldschmied treibt das Metall auf den Kern, gestaltet es, indem er detailliert den Faltenwurf einarbeitet oder andere Strukturen andeutet. Ganzheitlich metallene Partien wurden teilweise aus Metallen gegossen. Einzelne Stücke haben einen Steinkern, wie beispielsweise das Armreliquiar des heiligen Nikolaus. Ganz aus Holz bestanden die meisten Armreliquiare erst um 1400. Dann breiteten sie sich jedoch aufgrund der schnellen Verarbeitung und der niedrigen Kosten rasch aus.
Die gängigsten Edelmetalle sind Kupfer, Silber und Gold, wobei das kostbare Gold häufig nur zum Überzug genutzt wurde. Der Blasiusarm aus Braunschweig ist eines der wenigen Armreliquiare, die ganz aus Gold gefertigt sind. Andere (unedle) Metalle wie Messing und Bronze kommen nur selten bis gar nicht vor. Polituren der Metalle führen zu hohem Glanz und Reflexion, was auch bei der Einbindung in liturgische Abläufe von Vorteil sein konnte.

## Verzierungen
Neben der grundlegenden Ausarbeitung und Materialien der Armreliquiare sind diese mit fortschreitender Zeit immer aufwendiger verziert. Martina Junghans führt in ihrer Dissertation von 2002 folgende Ziertechniken auf: Treibarbeit, Gravur, Punzierung, Stanztechnik, Filigranarbeit, Email, Niello, Braunfirst, Edelsteinbearbeitung, Steinfassung.
Verzierungen fanden sich vor allem an den Bordüren der Gewänder sowie an Sockel und Ringen. Das konnten Blumenranken, Schriftzüge sowie einfache Platzierungen wertvoller Edelsteine sein. Das Beispiel des Nikolausarms zeigt gravierte Finger- und Handlinien; die Ringe weisen jeweils Gravuren und eingestanzte Blättchen mit Steinschmuck auf. Das Gewand ist vollständig graviert, die Bordüren sind mit Filigranbändern besetzt. Ornamente am Unterkleidsaum entstehen aus Granulationen, Kerbdrähten und geperlten Rahmendrähten. Ansonsten finden sich Steinbesätze an Ärmelsaum und Abschluss-Saum. Blickfang ist der große, runde Bergkristalleinsatz, der den Blick auf die Reliquie freigibt.

## Enthaltene Reliquien
Viele Reliquiare sind bis heute ungeöffnet, bei anderen wird an der Kredibilität bzw. Glaubwürdigkeit der Zuschreibung der enthaltenen Reliquie gezweifelt. Häufig geben aber auch Inschriften Auskunft über den Inhalt des Reliquiars. Die meisten Reliquien sind zum zusätzlichen Schutz in ein Tuch eingewickelt. Entgegen der Theorie der „Redenden Reliquiare“ Brauns finden sich in Armreliquiaren nicht nur Armknochen oder andere Gegenstände mit Bezug zum Arm oder der Hand. Jede Art von Reliquie findet ihren Platz in Armreliquiaren, manche enthalten sogar mehrere Reliquien. Man bezeichnet sie als Sammelreliquiare.
Ab dem 11., vermehrt aber im 12. Jahrhundert werden durchsichtige Elemente aus Bergkristall und kleine Maßwerk-Fensterchen eingebaut, um die Reliquie, wenn auch in ein Tuch gewickelt, weiterhin sichtbar aufzubewahren.

## Verwendung
Der offensichtlichste Verwendungszweck der Armreliquiare ist ihre Schutzfunktion. Die wertvollen und zerbrechlichen Reliquien werden weitgehend vor Umwelteinflüssen geschützt. Nicht zuletzt dadurch sind viele Reliquien bis heute gut erhalten.
Viel umfangreicher ist jedoch die liturgische Funktion von Armreliquiaren. Die Segnungsgeste, die viele Armreliquiare vorwiesen, war eine Anspielung auf das Kreuzzeichen als ein fester Bestandteil der liturgischen Handlung. Zur Segnung wurde hier vom Bischof der Zeigefinger mit dem Mittelfinger erhoben und in Kreuzform von oben nach unten und anschließend zu beiden Seiten bewegt. Die Bischofshand galt als Vertretung Gottes auf Erden, er erteilte den Segen im Namen des Schöpfers. Etwa ab dem 11. Jahrhundert wurden nun auch Armreliquiare mit eingebunden: Während Messen und Prozessionen wurden sie angehoben und statt der eigenen Hand des Priesters zur Segnung verwendet. Hintergrund dieser Handlung ist einerseits mit Sicherheit der Glaube, das Publikum erhalte den Segen des verstorbenen Heiligen stellvertretend durch seine Reliquie im Armreliquiar.
Andererseits durften im Mittelalter nur Bischöfe mit der eigenen Hand segnen, Priester mussten hierzu einen geheiligten Gegenstand heranziehen. Anschaulich wird dies zum Beispiel im römischen Ritus: Hier wurde am Ende der Messe üblicherweise der bischöfliche Segen erteilt. Da es den Priestern selbst untersagt war zu segnen, von den Besuchern der Messe aber erwünscht war, wurden Armreliquiare herangezogen.
Unterstützt durch die im Kerzenlicht der Messe oder Prozession glänzenden, polierten Edelmetalle und Edelsteine an den Armreliquiaren, kann man von einer eindrücklichen Prozedur ausgehen, die die Heiligkeit mit allen Sinnen erfahrbar machte.
Die Pose der geöffneten Hand führte vereinzelt die Tradition der Heilung durch Reliquien weiter. Vor dem Verschluss der Reliquiare durch einen Beschluss des Vierten Laterankonzils 1215 waren Reliquien wesentlich offener in ihrer Benutzung. Durch den Glauben, der Heilige sei durch seine sterblichen Überreste anwesend, wurden sie zu Heilung aufgelegt oder geküsst. Man trank sogar Wasser, das vorher mit der Reliquie in Berührung gekommen war. Folglich wurden auch die Reliquiare, die durch ihre Berührung als ebenso heilig galten wie ihr Inhalt, zu ähnlichen Zwecken genutzt. Die geöffnete Hand an Armreliquiaren imitierte die zum Auflegen vorbereitete Hand eines Heiligen. So wurden Armreliquiare auch im Zuge von Heilungsritualen angewandt.

## Kunstgeschichtliche Einordnung
Armreliquiare sind als häufigste Körperdarstellung in der Literatur vor allem im Zusammenhang mit dem Oberthema der Körperteilreliquiare vertreten. Eine grundlegende Tendenz der Forschung ist es allerdings, sich vorwiegend entweder der Inventarisierung oder der religiös-liturgischen Einordnung der Armreliquiare zu widmen, statt einen ganzheitlichen Überblick zu verschaffen.
Eines der grundlegenden Werke zur Typisierung ist Die Reliquiare des christlichen Kultes und ihre Entwicklung, das 1940 von Joseph Braun verfasst wurde. Neben einer ausführlichen Aufzählung und der Erkenntnissammlung zu einer Vielzahl von christlichen Reliquiaren führt er hier den Begriff der „Redenden Reliquiare“ ein, den er auch im Zusammenhang mit Armreliquiaren nutzt. „Weil sie, wie Wappenbilder der sogenannten Redenden Wappen den Namen des Wappeninhabers andeuten, durch ihre Sonderform auf die Art der Reliquien, zu deren Aufnahme sie geschaffen wurden, oder auf den Heiligen, von dem sie herrühren, hinweisen sollen.“ Er spielt hier vor allem auf Körperteil-Reliquiare an und schreibt ihnen zu, zu enthalten, was sie darstellen sollen. Der Begriff wird bis heute in der Kunstgeschichte gebraucht, ist jedoch nicht frei von Kritik und Diskussion.
Mit seinem Werk ergänzt Braun den Doppelband Stephan Beissels, der sich schon einige Jahrzehnte früher im Detail mit Reliquien im Allgemeinen und vor allem mit ihren historistischen Aspekten befasste. In den folgenden Jahren sind keine Forschungsfortschritte nennenswert, was nicht zuletzt eine Folge der bewegten Jahren des Zweiten Weltkriegs und der Nachkriegszeit ist.
Erst zur Jahrtausendwende scheint das Interesse an Armreliquiaren wieder aufzublühen. Einer der wohl wichtigsten deutschen Vertreter ist hier der Kunsthistoriker Bruno Reudenbach, der sich mit der Geschichte der Armreliquiare sowie deren zugrundeliegendem Heiligkeitsgedanken beschäftigt. Hierbei geht er bewusst über die oftmalig form- und stilgeschichtliche Einordnung der Armreliquiare als Kunstobjekt hinaus. Des Weiteren ist die Kunsthistorikerin Cynthia Hahn zu nennen. Sie beschäftigt sich oftmals mit Körperteil-Reliquiaren im Allgemeinen, konzentriert sich jedoch beispielsweise in ihrem Artikel The Voices of the Saints. Speaking Reliquaries auch auf die Nutzung und Bedeutung der (Arm-)Reliquiare im liturgischen Zusammenhang. Hier wendet sie sich bewusst von Brauns Bezeichnung der „Redenden Reliquiare“ ab. Weiter geht sie insbesondere auf das Verhältnis von „Patron“ zu Künstler ein und nähert sich so der handwerklich-materiellen Betrachtung der Objekte an.
Einen Ansatz, der sich der Idealvorstellung einer Kombination aus Inventarisierung und liturgischem Zusammenhang annähert, lieferte Anne Kurtze in ihrer Dissertation von 2017. Sie beschäftigt sich mit der Sichtbarkeit von Reliquien in ihren Reliquienbehältern im Essener Stiftsschatz. Im Hinblick auf die Spaltung der Forschung ist die Doktorarbeit Martina Junghans’ als eines der wichtigsten Überblickswerke spezifisch für Armreliquiare herauszustellen. Sie schlägt einen Bogen rund um Herstellung, Material und Technik sowie Bedeutung und Nutzung der Reliquiare und führt somit alle bisherigen Forschungsaspekte zusammen. Zusätzlich ist ein sehr ausführlicher Katalog an Beispielen angehängt.